# Xanthorhoe ordinaria
Xanthorhoe ordinaria là một loài bướm đêm trong họ Geometridae.